# Icoana Maicii Domnului „Paramythía” de la Mănăstirea Vatopedu
Icoana Maicii Domnului „Paramythía” sau „Mângâietoarea” (în greacă Παραμυθία) este o icoană din secolul XIV ce aparține Mănăstirii Vatopedu fiind considerată făcătoare de minuni. Se cinstește la data de 21 ianuarie când, printr-o minune, în anul 1320, Maica Domnului a salvat obștea și mănăstirea de la distrugere. Inițial era o frescă pe zidul exterior al bisericii mari dar după acest eveniment icoana a fost mutată în stânga bisericii principale a mănăstirii, într-un paraclis închinat ei.

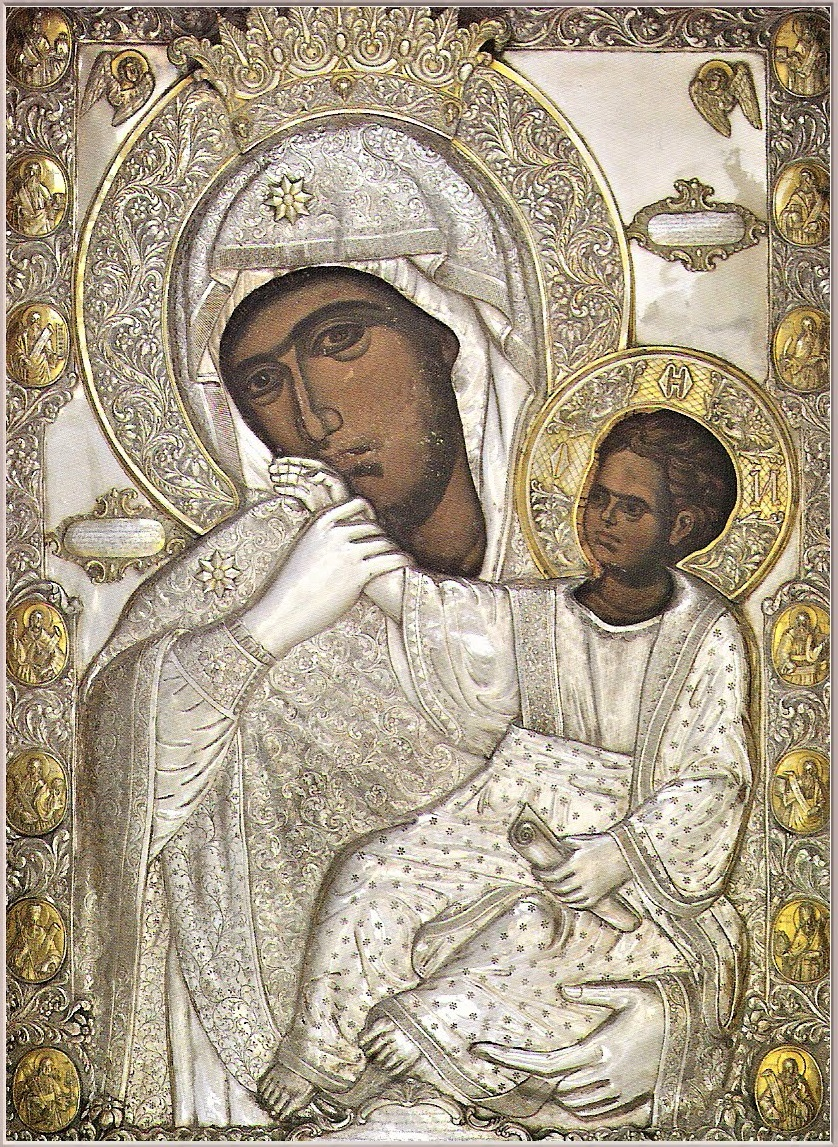
Icoana Maicii Domnului Paramythia de la Mănăstirea Vatopedu

## Cinstirea icoanei ca făcătoare de minuni

### Istoria icoanei
În Mănăstirea Vatopedu, așa cum era obiceiul în tot Sfântul Munte, poarta mănăstirii se încuia searai și cheile se așezau la icoana Maicii Domnului, în semn de recunoaștere a purtării de grijă și a egumeniei acesteia. La 21 ianuarie 1320, când Starețul Ghenadie a mers să ia cheile mănăstirii de la icoană, ea i-a vorbit zicând: „Astăzi nu deschideți porțile mănăstirii, pentru că vor năvăli pirații!”. În timp ce Maica Domnului vorbea, din icoană Pruncul ce-L ținea în brațe, și-a întins mâna la gura ei și a spus: „Nu, Maica Mea, nu-i înștiința pe călugări, căci li se cuvine această ispită, pentru că au căzut în nepurtare de grijă!”. Maica Domnului, cu îndrăzneală de mamă către Fiul ei, a coborât mânuța pruncului de la gura ei și a repetat a doua și a treia oară egumenului avertizarea privitoare la pericolul piraților.
În urma acestei înștiințări monahii s-au dus la zidurile mănăstirii și au putut vedea pirații care încercuiseră mănăstirea așteptând momentul deschiderii porții pentru a năvăli înăuntru și a o prăda. De atunci, în icoană au rămas întipărite aceste ultime mișcări ale Pruncului și ale Maicii sale. 
Părintele Efrem, starețul Mănăstirii Vatopedu a spus: „vin la noi tot felul de oameni de știință, arheologi și specialiști în pictura bizantină, și ne spun că expresia aceasta a icoanei este cu neputință a fi zugrăvită întocmai de mâna omenească, deoarece există o contradicție: Hristos cel aspru, pe de o parte și dulceața expresiei Născătoarei de Dumnezeu, pe de altă parte”.

### Paraclisul icoanei Maicii Domnului „Paramythía”
După această minune icoana a fost strămutată în stânga bisericii centrale, într-un paraclis închinat ei. Aici călugării păstrează  mereu aprinsă candela din fața icoanei, în fiecare vineri se slujește Sfânta Liturghie și zilnic se cântă Paraclisul Maicii Domnului. 
Ferecătura de argint a icoanei a fost realizată la Mănăstirea Golia din Iași, pe cheltuiala unor boieri locali. 
În anul 2013, câștigătorul grec al medaliei de bronz al Jocurilor Olimpice de la Londra, judokanul Ilías Iliádis a vizitat Mănăstirea Vatopedu și a dăruit medalia de bronz câștigată la Olimpiadă, pentru a fi așezată printre podoabele afierosite Maicii Domnului Paramythía.

## Copii ale icoanei
Mănăstirea Lupșa din județul Alba, are o copie în mărime naturală a icoanei Maicii Domnului „Mângâietoarea”.